# Eduardo Bello
Eduardo Miguel Bello (Villa María, Córdoba, 27 de noviembre de 1995) es un rugbista argentino que se desempeña como pilar derecho y juega en los Newcastle Falcons de la Liga inglesa Premiership Rugby. Es internacional con los Pumas desde 2021.

## Carrera
Se formó deportivamente en el San Martín Rugby Club de la ciudad de Villa María, luego se unió al Club Atlético del Rosario siendo parte del plantel superior desde el año 2015. Tras su altísimo nivel en los Pumitas, se convirtió en profesional al ser contratado por el Zebre Rugby de Italia, para jugar la temporada 2017–18.
En junio de 2022 fue reclutado por Saracens esa temporada resultando Campeón de la Liga Inglesa el mismo año. Un año después se anunció su transferencia a los Newcastle Falcons, también un equipo inglés, por un contrato de dos temporadas.

## Selección nacional
Representó a los Pumitas y jugó con ellos el Campeonato Mundial de Rugby Juvenil 2015, donde Argentina obtuvo el noveno puesto. También representó a Argentina XV, la segunda selección, dos años y ganó con ella el Americas Rugby Championship 2016.
El australiano Michael Cheika lo convocó a los Pumas para disputar The Rugby Championship 2021 y allí debutó contra los Wallabies. Hasta las pruebas de preparación 2023, lleva trece partidos jugados y no marcó tries.

### Participaciones en Copas del Mundo
Fue convocado al Mundial de Rugby Francia 2023.
| Mundial                       | Sede    | Resultado | PJ | Tries |
| ----------------------------- | ------- | --------- | -- | ----- |
| Copa Mundial de Rugby de 2023 | Francia | 4º puesto | 7  | 0     |

|}